# Spies in Disguise
Spies in Disguise (Nederlands: Spionnengeheimen) is een Amerikaanse 3D-animatiefilm geregisseerd door Nick Bruno en Troy Quane, uitgebracht in 2019. Geproduceerd door 20th Century Fox Animation en Blue Sky Studios, gebaseerd op de korte film Pigeon: Impossible van Lucas Martell.

## Verhaal
De film volgt de charmante spion Lance Sterling, die gezien wordt als een van de beste spionnen van zijn tijd. Zijn tegenpool is Walter, een slimme maar erg sociaal-onhandige jongen. Door onverwachtse omstandigheden moeten de twee tegengestelde mannen met elkaar samenwerken om de wereld te redden.

## Stemverdeling
| Acteur           | Nederlandse stem | Vlaamse Stem        | Personage      |
| ---------------- | ---------------- | ------------------- | -------------- |
| Will Smith       | John Williams    | Jan Van Looveren    | Lance Sterling |
| Tom Holland      | Buddy Vedder     | Thomas Van Achteren | Walter Beckett |
| Rashida Jones    |                  | An Miller           | Marcy Kappel   |
| Ben Mendelsohn   |                  | Dimitri Verhoeven   | Killian        |
| Reba McEntire    |                  | Nico Sturm          | Joy Jenkins    |
| Rachel Brosnahan |                  |                     | Wendy Beckett  |
| Karen Gillan     |                  | Sien Wynants        | Eyes           |